# Carsina
Carsina é um gênero de traça pertencente à família Arctiidae.